# Наговицыно (Удмуртия)
Наговицыно — деревня в Дебёсском районе Удмуртской Республики России.

## География
Деревня находится в восточной части республики, в подзоне южной тайги, на берегах реки Чепыкерки, на расстоянии примерно 9 километров (по прямой) к западу от села Дебёсы, административного центра района. Абсолютная высота — 214 метров над уровнем моря.

### Климат
Климат характеризуется как умеренно континентальный, с продолжительной холодной многоснежной зимой и относительно коротким тёплым летом. Среднегодовая многолетняя температура воздуха составляет 1,2 °С. Абсолютный минимум температуры воздуха составляет −49 °C; абсолютный максимум — 37 °C. Вегетационный период длится в среднем 160—170 дней. Среднегодовое количество атмосферных осадков составляет около 541 мм, из которых большая часть выпадает в тёплый период. Снежный покров держится в течение 160—165 дней.

### Часовой пояс
Деревня Наговицыно, как и вся Удмуртская Республика, находится в часовой зоне МСК+1. Смещение применяемого времени относительно UTC составляет +4:00.

## История
История деревни берёт своё начало в 1851 г., когда на правом берегу р. Чепыгорки на землях Поломского общества обосновался Иван Федорович Наговицын с семьёй, построив дом. В течение следующих нескольких лет на противоположном берегу реки осел его брат - Фёдор Фёдорович с сыновьями Николаем и Иваном.
В 1868 г. жителями - домохозяевами Наговицынского починка были следующие переселенцы из Нолинского уезда Вятской губернии (нумерация дворов дана с юга на север, как стояли дома):
1. Наговицын Иван Федорович
2. Городиловы Андрей Захарович и Павел Захарович (жили в одном доме)
3. Дитятев Стефан Трофимович
4. Агафонов Андрей Ионович
5. Рылов Дементий Трифонович
6. Рылов Василий Дементьевич
7. Шмаков Василий Егорович
8. Соболев Федор Агеевич

Земли в Наговицыне и в окружающих деревнях (Смольниках, Ирыме и др.) подзолистые, бедные перегноем и малоплодородные. Хороший урожай получали только на удобренной земле и целине. Своего хлеба до нового урожая не хватало у большинства крестьян, поэтому в каждом доме в течение всей зимы усиленно занимались различными ремёслами и зарабатывали на текущие расходы - на покупку керосина, спичек, соли, сахара, муки, хозяйственного инвентаря (гвоздей, кос, топоров), на одежду и уплату налогов.
К 1914 г. в дер. Наговицыно насчитывалось 19 домохозяев, в том числе: Наговицыных - 5, Рыловых - 9, Дитятевых - 2, Агафоновых - 1, Соболевых - 1 и Городиловых - 1 домохозяин. Как видно из приведенных данных наибольшее число домохозяев составляли Рыловы, а за ними шли Наговицыны. Объясняется это тем, что у первого Рылова Дементия Григорьевича было 4 сына, а у каждого из сыновей, в свою очередь, появились сыновья, т.е. внуки, а затем и правнуки. Как только сыновья вырастали до 18-19 лет, их женили, родители строили им маленькие домики в 2-3 оконца, выделяли кое-что из животных (жеребёнка, телёнка, овцу) и небольшой надел земли за счет отрезанного от своих полос.
Декрет о земле, когда он попал в деревню вызвал особенно много разговоров и волнений: после долгой подготовительной работы 21 мая 1918 г. состоялось собрание всех наговицынских домохозяев. На нём был поднят один главный вопрос: о переделе земли.

## Население
| 2010 | 2012 |
| ---- | ---- |
| 34   | ↗37  |

### Национальный состав
Согласно результатам переписи 2002 года, в национальной структуре населения русские составляли 77 % из 35 чел.